# Stephen Cook
Stephen Arthur Cook (Buffalo, New York, 1939.) je istaknuti američki računalni znanstvenik.
Cook je formalizirao pojam NP-potpunosti u poznatom članku iz 1971. "The Complexity of Theorem Proving Procedures", koji je ujedno i sadržavao Cookeov teorem, dokaz da je problem bulovske ispunjivosti NP-potpun. Članak je ostavio neriješenim najveći otvoreni problem teoretskog računarstva - jesu li klase složenosti P i NP istovjetne.
Cook je primio Turingovu nagradu za ovo otkriće:
Za unapređenje razumijevanja složenosti računanja na značajan i dubokouman način. Njegov plodonosni članak, The Complexity of Theorem Proving Procedures, predstavljen 1971. na ACM SIGACT simpoziju o teorijskom računarstvu, je postavio temelje za teoriju NP-potpunosti. Istraživanje granica i prirode problema u NP-potpunoj klasi koje je nakon toga uslijedilo je bila jedna od najaktivnijih i najvažnijih istraživačkih aktivnosti računarstva u posljednjem desetljeću.
Stekao je titulu prvostupnika 1961. na Sveučilištu Michigana. Na Sveučilištu Harvard je stekao magisterij 1962. te doktorat 1966. Od 1966. do 1970. je bio priručni profesor na Sveučilištu Kalifornije u Berkeleyu, te je promoviran u status profesora 1975., odnosno sveučilišnog profesora 1985. pri odsjeku za računarstvo i odsjeku za matematiku  Arhivirana inačica izvorne stranice od 18. lipnja 2004. (Wayback Machine).

## Vanjske poveznice
- Web stranica Stephena A. Cooka
- Studenti Stephena A. Cooka